# Pandanus whitei
Pandanus whitei är en enhjärtbladig växtart som beskrevs av Ugolino Martelli. Pandanus whitei ingår i släktet Pandanus och familjen Pandanaceae. Inga underarter finns listade.